# Sans feu ni lieu : Signification biblique de la Grande Ville
Ne doit pas être confondu avec Sans feu ni lieu.
Sans feu ni lieu est un essai théologique de Jacques Ellul paru en 1975 (écrit en 1951) qui retrace l'histoire de la Ville dans la Bible et cherche à délivrer la signification biblique de ce qu'est la Ville.

## Éditions
Paris, Gallimard, collection Voies ouvertes, 1975
2e édition : Paris, La Table Ronde / La petite vermillon, 2003

## Résumé
Où se situe le fondement de la ville? Toutes les mythologies parlent d'un jardin originel, et l'homme n'a qu'un seul désir, le retrouver. La Ville est le monde de l'homme : c'est lui qui l'a créée, c'est une œuvre fabriquée à l'image de l'homme, elle est sa fierté car elle reflète sa culture et sa civilisation. C'est aussi le lieu de l'absurde, du chaos, de la puissance de l'homme sur la Nature et sur l'homme, le lieu de l'esclavage par excellence. Jacques Ellul retrace, à travers un parcours biblique, les origines de la ville. Dieu a placé l'homme dans un jardin, car c'est son lieu naturel, le lieu qui lui est le mieux adapté. Mais l'homme a voulu se détacher de Dieu et se construire une histoire qui lui soit propre. Toutes les mythologies annoncent à l'homme un retour à la nature, un retour à l'état originel. À l'inverse, la Bible annonce la Ville parfaite. « Cela signifie que, par amour, Dieu révise ses propres desseins, pour tenir compte de l'histoire des hommes, y compris de leurs plus folles révoltes ». Ainsi, de la Genèse à l'Apocalypse, Ellul fait vivre le lecteur au rythme de la Ville et démasque les illusions qui y sont attachées, naviguant dans la dialectique chrétienne entre chute et rédemption pour donner tout son sens à la situation dans laquelle vit l'homme aujourd'hui, qui dépend de la Grande Ville pour tous ses actes.

## Exégèse
Jacques Ellul fait l'exégèse de la Ville dans la Bible. Non pas une exégèse dite classique (Formgeschichte, structuralisme...), mais une exégèse traditionnelle, c'est-à-dire qu'il cherche à prendre le texte tel qu'il se présente aujourd'hui et dans sa globalité. Cela signifie que l'auteur, ici, va chercher dans la Bible tous les textes qui ont un rapport avec la ville, pour tenter de donner une définition biblique de ce lieu. Si l'auteur "entend" les sens développés dans les recherches exégétiques de ses contemporains, il considère néanmoins qu'on "ne peut pas honnêtement interpréter un texte en dehors du contenu et du sens qu'il se donne à lui-même". Il refuse ainsi de couper le texte en fragments indépendants les uns des autres, mais il le prend dans son entier, considérant d'ailleurs que ce texte est, par essence, dialectique, c'est-à-dire que le sens du texte se construit à l'intérieur d'un ensemble de déclarations contraires. Ce faisant, Jacques Ellul ne cherche pas à expliquer pourquoi la Bible dit ce qu'elle dit au sujet des villes, mais à montrer ce que la Bible dit.

## Critique de la Ville
C'est dans le cadre de sa critique de la technique que Jacques Ellul s'attaque à la ville. En effet, selon lui, la ville est le lieu même où la technique devient système, empêchant ainsi l'homme de vivre sa liberté. Et selon Ellul, cette liberté se met en œuvre dans la proximité avec Dieu, en suivant l'exemple parfait de Jésus-Christ. Ainsi, « si l’on suit Ellul, la liberté de choix de l’humanité semble singulièrement restreinte : retrouver le chemin du Dieu chrétien ou se résigner à la disparition de l’humanité. Stricto sensu cette conception de la liberté est une négation de l’autonomie, c’est une hétéronomie. Face au dilemme auquel nous condamne Ellul, comment relever le défi, comment retrouver une liberté véritablement autonome, c’est-à-dire trouvant en elle-même ses propres déterminations et ses propres limites ? ». Cette remarque, parue dans la revue du Mauss, critique la visée théiste d'Ellul, mais montre bien à quel point l'homme veut vivre sans Dieu, estimant que sa liberté véritable ne peut pas exister en relation avec un Créateur.
Justement, la ville est le lieu créé par l'homme. Elle est l'affirmation que l'homme prend sa vie en main, indépendamment de Dieu : elle est l'expression de la rébellion de l'homme contre Dieu. En effet, Dieu avait mis l'homme dans un jardin, lieu adapté à l'homme. Mais l'homme refuse la vie que Dieu lui destine, à savoir l'errance, et les hommes se rassemblent et s'organisent pour ne plus dépendre de la nature. Ce projet politique - la gestion de la cité, est sous-jacent à la ville : sécurité, survivance, commerce, vivre ensemble... Mais cette ville, construite pour faciliter les solidarités et pour protéger l'homme contre les agressions naturelles, devient le lieu de l'isolement et de l'insécurité. « Divine ou céleste, la cité renvoie dans l’espace culturel européen à l’image d’un idéal religieux du « vivre ensemble » où convergent tous les enjeux majeurs de la société future. Mangeuse d’hommes et productrice de nouvelles économies, la ville s’apparente à un espace où s’opèrent toutes sortes de mobilités démographiques, de régulations sociales, de conflits de pouvoir et de chocs culturels ». L'histoire des villes et l'histoire des religions se croisent et s'entremêlent, et le christianisme témoigne de cette relation : c'est principalement grâce à la conquête urbaine que la religion se répand. Des penseurs interrogent, à partir des années soixante, la question de la "Cité Séculière",,, et la ville devient alors un "enjeu théologique". Quoi qu'il en soit, ce projet urbain, qui détourne l'homme de Dieu, sera en dernier ressort jugé sévèrement. 
La ville est aussi un lieu spirituel où s'affrontent les puissances. La ville a donc une signification profonde, une marque spirituelle, qui est le signe de la malédiction, et le bâtisseur de la ville est maudit entre tous. « C'est dans l'esclavage que se lie [sic] Israël et la ville ».Toutes les villes, dans la Bible, sont maudites, et « jamais une parole d'espérance, jamais une parole de pardon pour la ville en tant que ville, parce qu'elle est cette terrible manifestation de l'astre brillant du matin, qui a détourné les hommes ». Cette malédiction explique toutes les difficultés, tous les problèmes rencontrés dans les villes, et l'on a beau essayer de trouver des solutions (sécurité, urbanisme, isolement...), l'homme ne pourra jamais faire de la ville autre chose que ce qu'elle est. Ici, on sent bien l'influence de Bernard Charbonneau, grand ami d'Ellul. « Ellul a toujours reconnu sa dette envers Charbonneau », dira Jean-Sébastien Ingrand, pasteur et théologien, directeur de la Médiathèque protestante de Strasbourg. Ils publient ensemble « Directives pour un manifeste personnaliste », dans lequel ils dénoncent entre autres la ville, accusée de remettre en cause la liberté. « L’homme des villes est riche d’argent, mais pauvre d’espace et de temps », écrivent-ils. « La ville est un lieu d’inhumanité, la banlieue surtout, espace banalisé et uniforme, l’exact opposé de la campagne. La ville est un lieu d’artifice, où la nature est vaincue. Mais attention : il ne faut pas idéologiser la nature, qui se défend très bien toute seule. C’est l’homme qui est fragile, et surtout sa liberté. Bernard Charbonneau avec Le jardin de Babylone (1969) et Jacques Ellul avec Jacques Ellul, Sans feu, ni lieu (1975), se retrouvent sur ce point. ». 
La ville prend l'ampleur annoncée par Ellul et Charbonneau, qui voyaient dans l'urbanisation du monde le moyen d'universaliser la technique, et d'uniformiser toutes les civilisations. En effet, en 2008, la population urbaine mondiale dépasse la population rurale [lire en ligne]. Autant Charbonneau s’attache au symbole de Babylone, autant Ellul focalise sur celui de Ninive. La grande ville est une masse qui ne peut survivre que par le sacrifice des libertés. « C’est alors que les deux hommes se séparent : contre le catastrophisme de Charbonneau, Ellul s’attache à l’espérance chrétienne, qui mène du jardin d’Éden à la nouvelle Jérusalem annoncée dans l’Apocalypse. ».

## Plan
Les bâtisseurs
1. Caïn
2. Nimrod
3. Israël
4. Bâtissons

II. Tonnerre sur la ville
1. Malédiction
2. Sodome et Ninive
3. Dans ces villes, pourtant

III. La rémission de l'aube
1. Élection temporelle
2. Jérusalem

IV. Jésus-Christ
1. Accomplissement
2. Sans feu ni lieu
3. La foule
4. Jésus et Jérusalem

V. Les horizons authentiques
1. Histoire de la ville
2. De Caïn à Jérusalem
3. D'Éden à Jérusalem

VI. Yahvé Chamma
1. La dernière ville
2. Symbolique

Index